# Lavacquerie

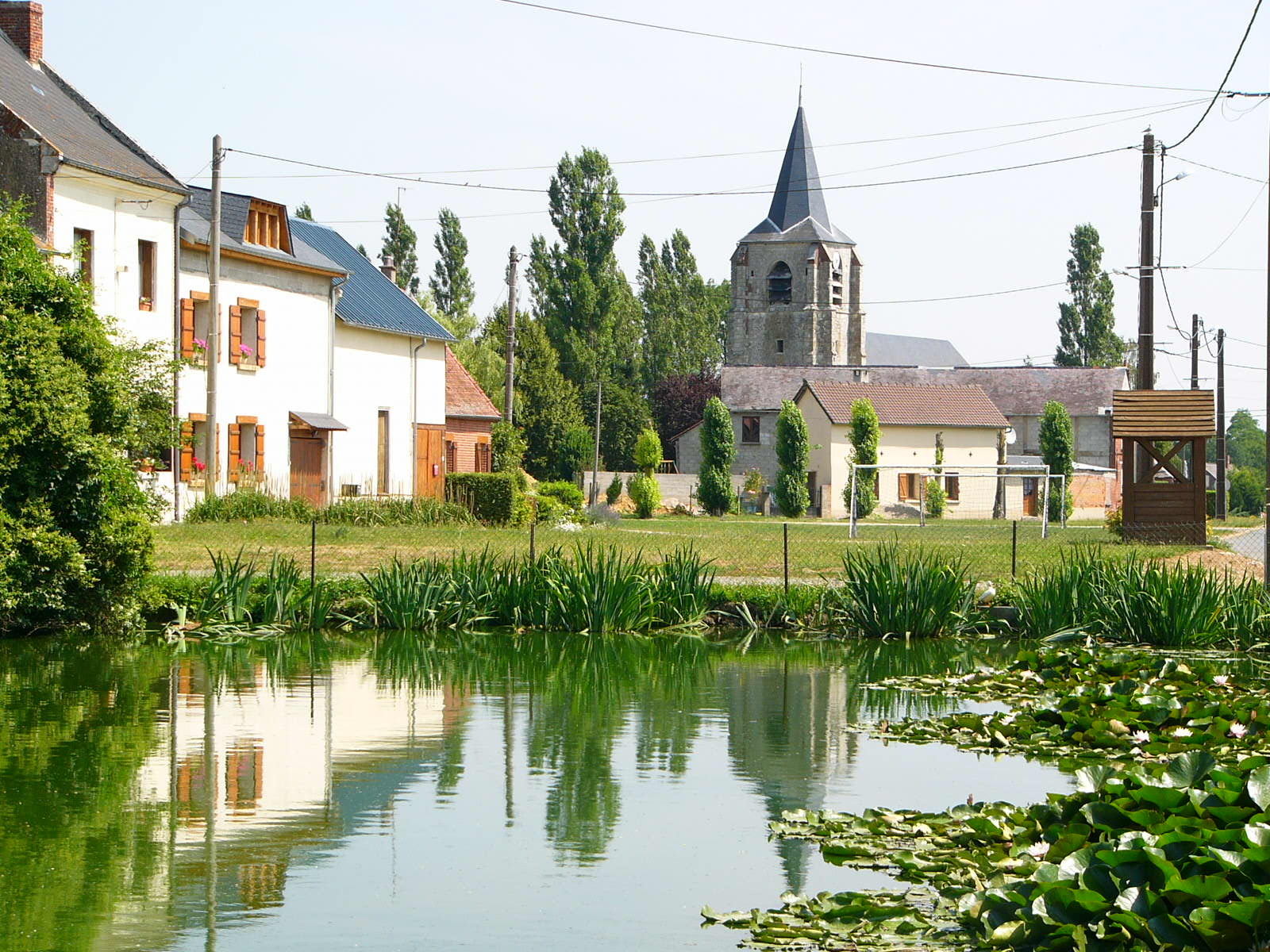

Lavacquerie – miejscowość i gmina we Francji, w regionie Hauts-de-France, w departamencie Oise.
Według danych na rok 1990 gminę zamieszkiwało 168 osób, a gęstość zaludnienia wynosiła 20 osób/km² (wśród 2293 gmin Pikardii Lavacquerie plasuje się na 829. miejscu pod względem liczby ludności, natomiast pod względem powierzchni na miejscu 575.).